# Vendeltiden
Vendeltiden er den mellemste periode i yngre jernalder i Sveriges forhistorie, navngivet efter de rige arkæologiske bådgravsfund nær Vendels kyrka nord for Uppsala.
Den ligger mellem folkevandringstiden og vikingetiden og går fra ca. 550 til 800 e.Kr. og har gravfelter og bådgrave fra Vendel og Valsgärde nord for Gamla Uppsala og gravfeltet ved Ultuna ved Fyrisåen 5 km syd for Uppsala.
I 1881 fandt man bådgrave i Vendel i forbindelse med en udvidelse af kirkegården. Flere bådgrave var plyndret. De 11 blev udgravet af Hjalmar Stolpe. I 1893 udgravedes yderligere tre. Gravene var de rigeste, som var fundet i Sverige. I Bådgrav XII havde den døde gravgaver: to tveæggede og et enægget sværd, to skjolde, en hjelm, et spyd samt pile, derudover glasbægre, spillebrikker, et bidsel og redskaber samt uden for båden ofrede heste og hunde.
Gravfundene afspejler, at der opbyggedes anseelige rigdomme i området omkring Gamla Uppsala formodentlig fra bjergværksvirksomhed og handel. Skibene blev stadig vigtigere, og hestene fra vendeltidens Sverige er omtalt som særligt gode. 16-tegnsfutharken, som de fleste runesten er skrevet med, erstatter den tidligere 24-tegns futhark i hele Skandinavien. Det antyder, at stærke herskere med nære indbyrdes kontakter regerede.
I den tidlige vendeltid regerede, ifølge sagaerne, de sidste konger af den gamle Ynglingeæt. En magtkoncentration kan formodes at afspejle sig i de store kongehøje og de talrige bådgrave i Svealand. Ynglingeættens to sidste kongers (Bröt-Anund og Ingjald Illråde), formodede gravhøje, Anundshøjen i Västmanlands og Sveriges største "kungshög" og Uppsa kulle, Södermanlands største kongehøj er ikke undersøgt.
Efterhånden blev højene betydeligt mindre, og i vikingetiden er de blot nogle få meter i diameter gerne i nærheden af de gamle høje i Gamla Uppsala. En anden gravskik, som opstod i vendeltiden, var bådgravene. De findes flere steder i Svealand, men de mest kendte er formentlig dem i Valsgärde nogle kilometer nord for Gamla Uppsala og dem i Vendel, som har givet epoken navn. Bådgravene viser lige som bronzealderens skibssætninger, at søvejene var vigtige. Bådgravene fra vendeltiden er rige på gravfund og viser, at kontakten med udlandet var vigtig. Det ses af, at man i bådgraven i Sutton Hoo i England har gjort fund, som viser nært slægtskab med dem i Valsgärde.
Sagaerne, som formodes at være præget af digt, beretter om, hvorledes Ivar Vidfamne som den første konge efter Ynglingeætten skabte et rige eller en union af dele af England, Skandinavien og provinser på den anden side af Østersøen. Dette rige skulle være opløst efter Bråvallaslag mellem Harald Hildetand og Sigurd Ring.
I 700-tallet (ikke mindst efter at Birka var anlagt som erstatning for Helgö) intensiveredes handelen efterhånden - især mod øst. Det er ikke muligt at angive et nøjagtigt år for, hvornår Sverige gik ind i vikingetiden, som hvornår de vestlige vikingefærd begyndte.

## Galleri med arkæologiske fund fra vendeltiden
- Bronzeplade fra vendeltiden med figurer i tyndt presset bronzeblik fundet på Björnhovda i Torslunda sogn, Öland i en gravhøj. Figuren til venstre forestiller muligvis Odin og figuren til højre en bersærk eller ulvhedin.
- Del af hjelm, tynd, presset bronzeplade. Fundet i Vendel. Figuren forestiller muligvis Odin og hans to ravne Hugin og Munin.
- Del af hjelm, tynd, presset bronzeplade. Fundet i Vendel.
- Fragment fra Broahjelmen.